# Midnite Dynamite
Midnite Dynamite è il terzo album in studio del gruppo musicale statunitense Kix, pubblicato nell'ottobre 1985 dalla Atlantic Records.

## Tracce
1. Midnite Dynamite – 3:51 (Purnell, Halligan Jr.)
2. Red Hot (Black & Blue) – 3:23 (Purnell, Halligan Jr.)
3. Bang Bang (Balls of Fire) – 4:00 (Purnell, Halligan Jr., Winger)
4. Layin' Rubber – 3:52 (Purnell, Halligan Jr.)
5. Walkin' Away – 4:56 (Purnell, Palumbo, Halligan Jr.)
6. Scarlet Fever – 4:20 (Purnell, Halligan Jr.)
7. Cry Baby – 4:17 (Purnell, Halligan Jr.)
8. Cold Shower – 5:02 (Purnell, Palumbo)
9. Lie Like a Rug – 3:41 (Purnell, Palumbo)
10. Sex – 3:56 (Purnell, Whiteman)

## Formazione
- Steve Whiteman – voce, armonica, sassofono
- Brian Forsythe – chitarre
- Ronnie Younkins – chitarre
- Donnie Purnell – basso, tastiere, cori
- Jimmy Chalfant – batteria, percussioni, cori

Altri musicisti
- Mike Slamer – chitarre (tracce 5 e 6)
- Anton Fig – batteria (tracce 9 e 10)
- Beau Hill – tastiere e chitarre aggiuntive